# Аватаро Сентай Донбразерс (телесеріал)
«Аватаро Сентай Донбразерс» (яп. 暴太郎戦隊ドンブラザーズ, Абатаро Сентай Донбуразазу) — майбутній японський супергеройський токусацу-телесеріал і 46-ий телесеріал у франшизі «Супер Сентай». Після закінчення «Кікай Сентай Зенкайджер», «Аватаро Сентай Донбразерс» приєднається до «Камен Райдер Рівайс» у лінії «Super Hero Time» 6 березня 2022 року. Серіал розповідає про пригоди команди Аватаро Сентай Донбразерс, яка складається з ДонМомотаро, ОніСістер, СаруБразера, ІніБразера та КіджіБразера, які були натхненні персонажами історії «Момотаро». Також у ньому продовжуватимуть регулярно з'являтися Кайто та Зюран — персонажі «Кікай Сентай Зенкайджер». «Аватаро Сентай Донбразерс» також особливий тим, що буде масово використовувати CGI.

## Виробництво
Торгова марка була зареєстрована Toei 2 листопада 2021 року. Перший постер з зображенням Рейнджерів був показаний 21 грудня того ж року.